# ثامر یوسف
ثامر یوسف (عربی: تامر يوسف؛ زادهٔ ۱ ژوئیهٔ ۱۹۵۳) بازیکن فوتبال اهل عراق بود.
از باشگاه‌هایی که در آن بازی کرده‌است می‌توان به باشگاه ورزشی الزورا اشاره کرد.
وی به‌همراه تیم ملی فوتبال عراق در بازی‌های المپیک تابستانی ۱۹۸۰ شرکت کرده‌است.